# Palpita candidata
Palpita candidata là một loài bướm đêm trong họ Crambidae.